# Курле
Курле (фр. Courlay) насеље је и општина у западној Француској у региону Поату-Шарант, у департману Де Севр која припада префектури Бресир.
По подацима из 2011. године у општини је живело 2420 становника, а густина насељености је износила 82,15 становника/km². Општина се простире на површини од 29,46 km². Налази се на средњој надморској висини од 193 метара (максималној 236 m, а минималној 153 m).

## Демографија
| 1962. | 1968. | 1975. | 1982. | 1990. | 1999. | 2011. |
| ----- | ----- | ----- | ----- | ----- | ----- | ----- |
| 2.184 | 2.205 | 2.391 | 2.475 | 2.558 | 2.394 | 2.420 |

График промене броја становника у току последњих година